# Las Edades del Hombre
Las Edades del Hombre es una fundación española de carácter religioso, con sede en el Monasterio de Santa María de Valbuena, en la localidad de San Bernardo (Valladolid),
cuyo objetivo es la difusión y promoción del arte sacro de Castilla y León. Asimismo, también es el nombre de las exposiciones organizadas por ella desde 1988.
Las exposiciones fueron una iniciativa del sacerdote vallisoletano José Velicia y del escritor abulense José Jiménez Lozano, concretada por el arzobispado de Valladolid, junto con el arquitecto Pablo Puente, que fue el arquitecto responsable de las nueve primeras ediciones. Hasta ahora se han celebrado veinticinco exposiciones en el ciclo principal, más algunas otras fuera del ciclo, con un total acumulado de más de once millones de visitantes.

## Historia

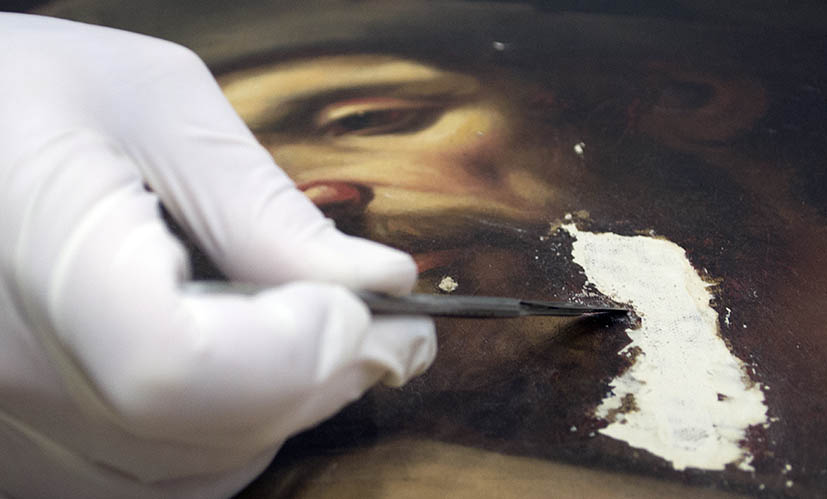
Restaurador trabajando sobre un óleo en los talleres de la fundación

Desde su origen, Las Edades del Hombre tiene como finalidad la promoción de la cultura, a través de la conservación, desarrollo, protección y difusión del patrimonio que poseen las once diócesis católicas de Castilla y León. Estos objetivos se materializan en toda clase de estudios, investigaciones, y actividades sociales, culturales y artísticas. 
La imagen que Las Edades del Hombre utiliza como logotipo es una de las pinturas de la ermita de San Baudelio de Berlanga, en la provincia de Soria, uno de los mejores ejemplos de arte románico de España. 
Además de las exposiciones, Las Edades del Hombre cuenta con una actividad continua de restauración de obras de arte, actividades culturales y divulgación del patrimonio artístico.  
En 2014 las Cortes de Castilla y León entregaron la Medalla de Oro a la fundación en su condición de «hecho excepcional, merecedor del reconocimiento público y eficaz para la Comunidad» e incluso el Senado solicitó el premio Príncipe de Asturias en la categoría de la Concordia.
En 2015 el ayuntamiento de Alba de Tormes aprobó por unanimidad nombrar una de las calles de la villa como Las Edades del Hombre, después del paso de la exposición «Teresa de Jesús, maestra de oración».

## Patronato

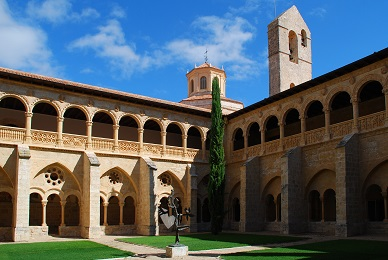
Claustro del monasterio de Santa María de Valbuena, sede permanente de Las Edades del Hombre

El patronato que dirige la fundación Las Edades del Hombre está conformado por los dos arzobispados y nueve obispados de las diócesis de Burgos, Valladolid, Astorga, Ávila, Ciudad Rodrigo, León, Osma-Soria, Palencia, Salamanca, Segovia y Zamora. A la cabeza del patronato está, desde octubre de 2022, Monseñor Abilio Martínez Varea, obispo de Osma-Soria. El Secretario General de la Fundación es José Enrique Martín Lozano.

## Exposiciones
Desde 1988, la fundación Las Edades del Hombre ha organizado exposiciones de arte religioso en diversos puntos de la geografía nacional e internacional, destacando por su interés las celebradas en la propia Castilla y León,
territorio que posee el 50 % del patrimonio religioso de España. La catedral de la Almudena en Madrid, Amberes y Nueva York también han acogido tres muestras extraordinarias en este tiempo. 
La idea de realizar estas exposiciones se gestó durante un encuentro en la localidad vallisoletana de Alcazarén, entre el escritor José Jiménez Lozano y el sacerdote vallisoletano José Velicia. Las consideradas primeras Edades del Hombre se realizaron en la iglesia de Santiago Apóstol de Alcazarén, con una pequeña exposición de pinturas sacras. Más adelante, y con el apoyo de entidades importantes, se llevó a cabo la primera exposición conocida entre el público, en Valladolid.
El plan consistía en celebrar tres exposiciones monográficas y un congreso teniendo como eje común el arte religioso de Castilla y León, comunidad que posee el mayor acervo patrimonial de España. 
Las sedes serían Valladolid, Burgos y León, teniendo como temas, respectivamente, la iconografía religiosa, los documentos y la música. El congreso se celebraría en Salamanca. 
Sin embargo, ante el extraordinario éxito suscitado por la primera edición, y las peticiones de otras ciudades castellano y leonesas, se ampliaría el ciclo expositivo, llevándolo incluso fuera de la comunidad y de España.

### Primer ciclo
Inaugurado con la exposición «El arte en la Iglesia de Castilla y León» en la catedral de la Asunción de Valladolid en 1988, se cierra con la exposición «Paisaje interior» en la concatedral de San Pedro de Soria en 2010, dando por finalizado el ciclo de exposiciones realizado en las sedes episcopales de Castilla y León.
| Edición        | Edición                                                | Sede                                          | Lugar                      | Año       |
| -------------- | ------------------------------------------------------ | --------------------------------------------- | -------------------------- | --------- |
| I              | «El arte en la Iglesia de Castilla y León»             | Catedral de la Asunción                       | Valladolid                 | 1988-1989 |
| II             | «Libros y documentos en la Iglesia de Castilla y León» | Catedral de Santa María                       | Burgos                     | 1990      |
| III            | «La música en la Iglesia de Castilla y León»           | Catedral de Santa María                       | León                       | 1991-1992 |
| IV             | «El contrapunto y su morada»                           | Catedrales (Nueva y Vieja)                    | Salamanca                  | 1993-1994 |
| V              | «Flandes y Castilla y León»                            | Catedral de Nuestra Señora                    | Amberes, · Bélgica         | 1995      |
| VI             | «La ciudad de seis pisos»                              | Catedral de El Burgo de Osma                  | El Burgo de Osma           | 1997      |
| VII            | «Memorias y esplendores»                               | Catedral de san Antolín                       | Palencia                   | 1999      |
| VIII           | «Encrucijadas»                                         | Catedral de Santa María                       | Astorga                    | 2000      |
| IX             | «Remembranza»                                          | Catedral del Salvador                         | Zamora                     | 2001      |
| X              | «Time to Hope»                                         | Catedral de San Juan el Divino                | Nueva York, Estados Unidos | 2002      |
| XI             | «El árbol de la vida»                                  | Catedral de Santa María                       | Segovia                    | 2003      |
| XII            | «Testigos»                                             | Catedral del Salvador                         | Ávila                      | 2004      |
| Fuera de ciclo | «Inmaculada»                                           | Catedral de la Almudena                       | Madrid                     | 2005      |
| XIII           | «Kyrios»                                               | Catedral de Santa María                       | Ciudad Rodrigo             | 2006      |
| XIV            | «Yo camino»                                            | Basílica de La Encina e Iglesia de san Andrés | Ponferrada                 | 2007      |
| XV             | «Paisaje interior»                                     | Concatedral de san Pedro                      | Soria                      | 2009-2010 |

### Segundo ciclo[actualizar]
| Edición        | Nombre                                | Sede | Lugar                  | Año       |
| -------------- | ------------------------------------- | --- | ---------------------- | --------- |
| XVI            | «Passio»                              | Iglesia de Santiago el Real                                                                                                | Medina del Campo       | 2011      |
| XVI            | «Passio»                              | Iglesia de Santiago de los Caballeros                                                                                      | Medina de Rioseco      | 2011      |
| XVII           | «Monacatus»                           | Monasterio de San Salvador                                                                                                 | Oña                    | 2012      |
| XVIII          | «Credo»                               | Casa de Sexmos Iglesia de Santa María Iglesia de San Martín Iglesia de El Salvador                                         | Arévalo                | 2013      |
| XIX            | «Eucharistia»                         | Iglesia de Santa María Iglesia de San Juan                                                                                 | Aranda de Duero        | 2014      |
| XX             | «Teresa de Jesús, maestra de oración» | Convento de Nuestra Señora de Gracia (cap. I) Capilla de Mosén Rubí (cap. II y III) Iglesia de San Juan Bautista (cap. IV) | Ávila                  | 2015      |
| XX             | «Teresa de Jesús, maestra de oración» | Basílica de Santa Teresa                                                                                                   | Alba de Tormes         | 2015      |
| XXI            | «Aqva»                                | Colegiata de Santa María la Mayor Iglesia del Santo Sepulcro                                                               | Toro                   | 2016      |
| XXII           | «Reconciliare»                        | Iglesia de San Andrés Iglesia de San Martín Iglesia de San Esteban                                                         | Cuéllar                | 2017      |
| XXIII          | «Mons Dei»                            | Colegiata de San Miguel Iglesia de Santa Cecilia                                                                           | Aguilar de Campoo      | 2018      |
| Fuera de ciclo | «Contrapunto 2.0»                     | Catedral Nueva de Salamanca                                                                                                | Salamanca              | 2018-2019 |
| XXIV           | «Angeli»                              | Colegiata de San Pedro Ermita de la Piedad Iglesia de la Ascensión del Señor                                               | Lerma                  | 2019      |
| XXV            | «Lux»                                 | Catedral de Burgos | Burgos                 | 2021      |
| XXV            | «Lux»                                 | Iglesias de Santa María del Camino y Santiago                                                                              | Carrión de los Condes  | 2021      |
| XXV            | «Lux»                                 | Iglesia de San Tirso y Santuario de la Peregrina                                                                           | Sahagún                | 2021      |
| XXVI           | «Transitus»                           | Catedral de Plasencia | Plasencia              | 2022      |
| XXVII          | «Hospitalitas»                        | Iglesia de Santiago Apóstol (audiovisual) Colegiata de Santa María (cap. I - IV)                                           | Villafranca del Bierzo | 2024      |
| XXVII          | «Hospitalitas»                        | Catedral de Santiago de Compostela Monasterio de San Martín Pinario                                                        | Santiago de Compostela | 2024      |

## Proyecto ERA
Ante la falta de vocaciones muchos conventos y edificios religiosos de Castilla y León han ido perdiendo a las comunidades que los habitaban. Desde la Fundación se ha puesto en marcha el proyecto ERA (Espacios Religiosos Abandonados) para encontrar una salida adecuada a los conjuntos arquitectónicos que van quedando sin uso. Fruto de este proyecto y del acuerdo cerrado con la Federación del Sagrado Corazón de Jesús de las Hermanas pobres de Santa Clara (Clarisas), se han recuperado para usos museísticos y culturales los conventos de las Úrsulas y las Claras en Salamanca.